# Щавель кучерявий
Щавель кучерявий (Rumex crispus) — вид квіткових рослин родини гречкові (Polygonaceae). лат. crispus — «кучерявий».

## Опис
Розгалужена, багаторічна трав'яниста рослина, 30–150 см заввишки. Базальне листя 40 см в довжину і сильно зморшкувате на краю. Стовбурові листки дрібні. гермафродитні квіти з'являються в кінці весни; червонувато-зелені суцвіття з верхніх пазухах листків утворюють густу і довгу волоть. Плоди в середньому тільки 1,5–1,8 мм в ширину. Квітки запилюються вітром. Насіння може залишатися життєздатним протягом багатьох років. Насіння блискуче, коричневе й укладена в оболонку, яка дозволяє насінню плавати на воді і потрапити в шерсть тварин, щоб поширюватися на нові місця.

## Поширення
Батьківщина: Північна Африка: Алжир; Єгипет; Лівія; Марокко; Туніс. Кавказ: Вірменія; Азербайджан; Грузія; Росія Федерація — Дагестан, Передкавказзя, Примор'ї, Камчатка, європейська частина. Азія: Китай; Японія; Корея; Тайвань; Казахстан; Киргизстан; Таджикистан; Узбекистан; Монголія; Афганістан; Іран; Ірак; Ізраїль; Ліван; Сирія; Туреччина; Пакистан; М'янма; Таїланд. Європа: Білорусь; Естонія; Латвія; Литва; Молдова; Україна; Австрія; Бельгія; Чехія; Німеччина; Угорщина; Нідерланди; Польща; Словаччина; Швейцарія; Данія; Фінляндія; Ірландія; Норвегія; Швеція; Об'єднане Королівство; Албанія; Боснія і Герцеговина; Болгарія; Хорватія; Греція; Італія; Македонія; Чорногорія; Румунія; Сербія; Словенія; Франція; Португалія; Іспанія [вкл. Канарські острови]. Натуралізований у багатьох інших країнах (в тому числі Австралія; Нова Зеландія; Канада; Мексика; Сполучені Штати; країни Центральної та Південної Америки). Населяє пустки, поля, морські пляжі, лимани.

## Галерея

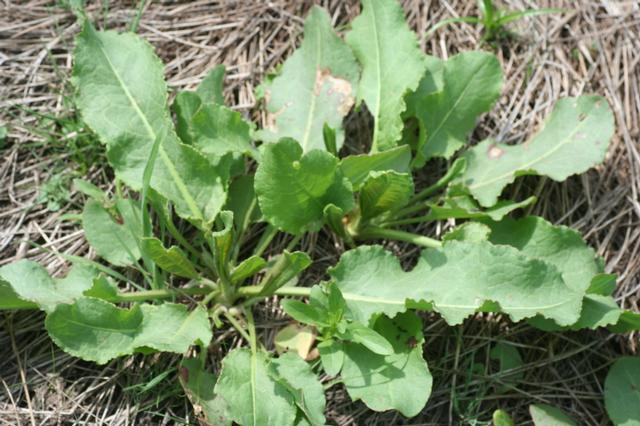
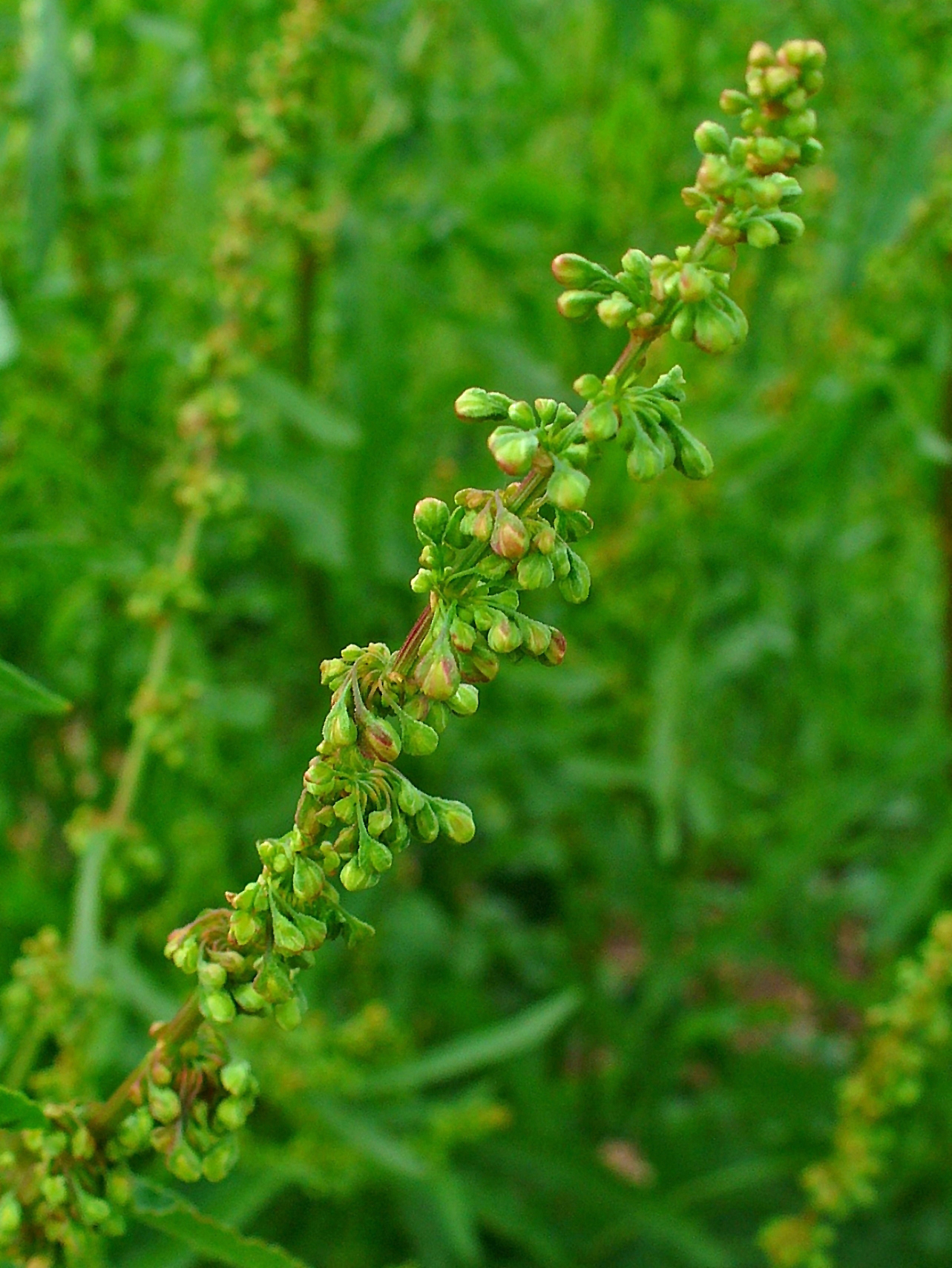
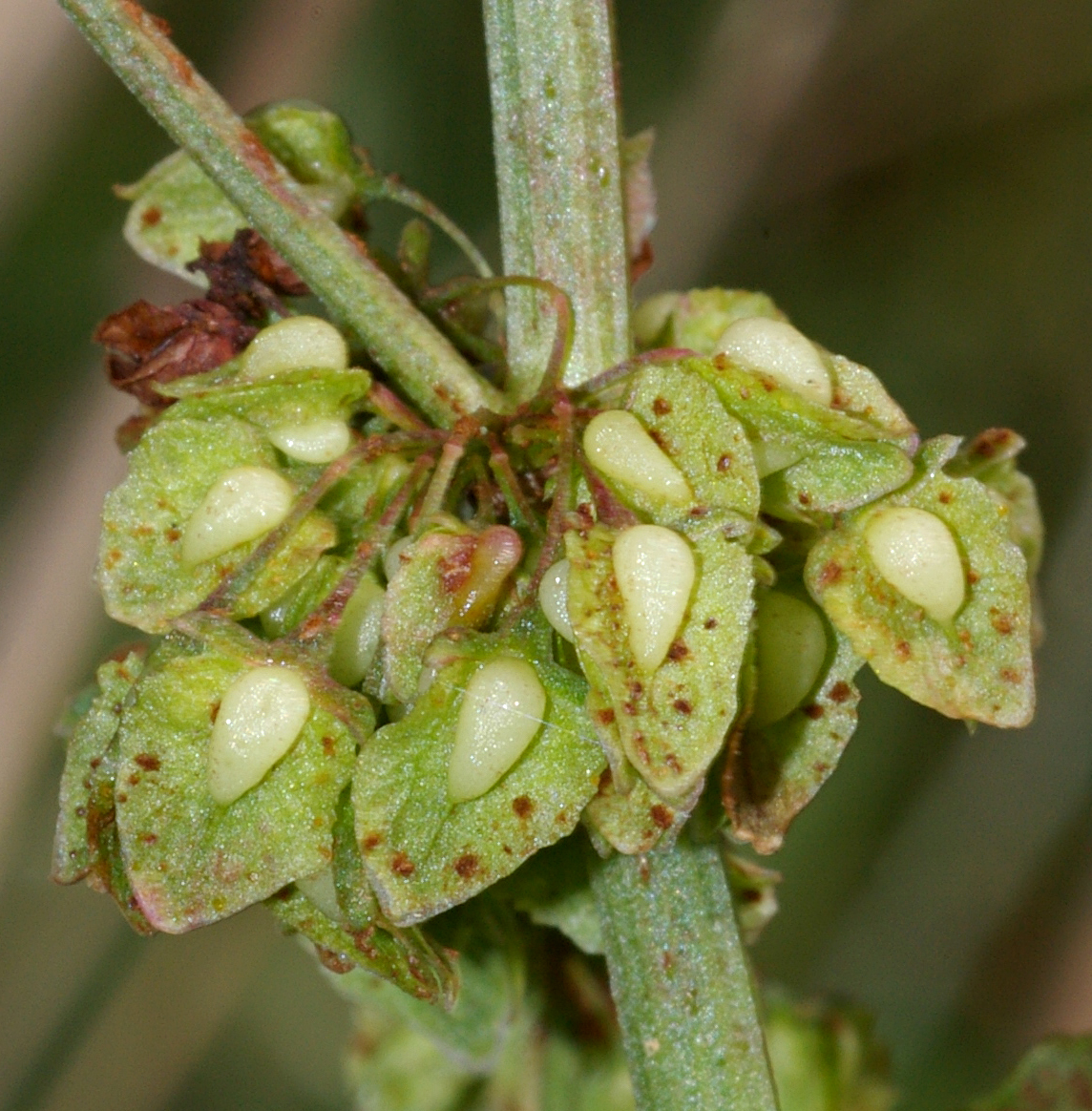
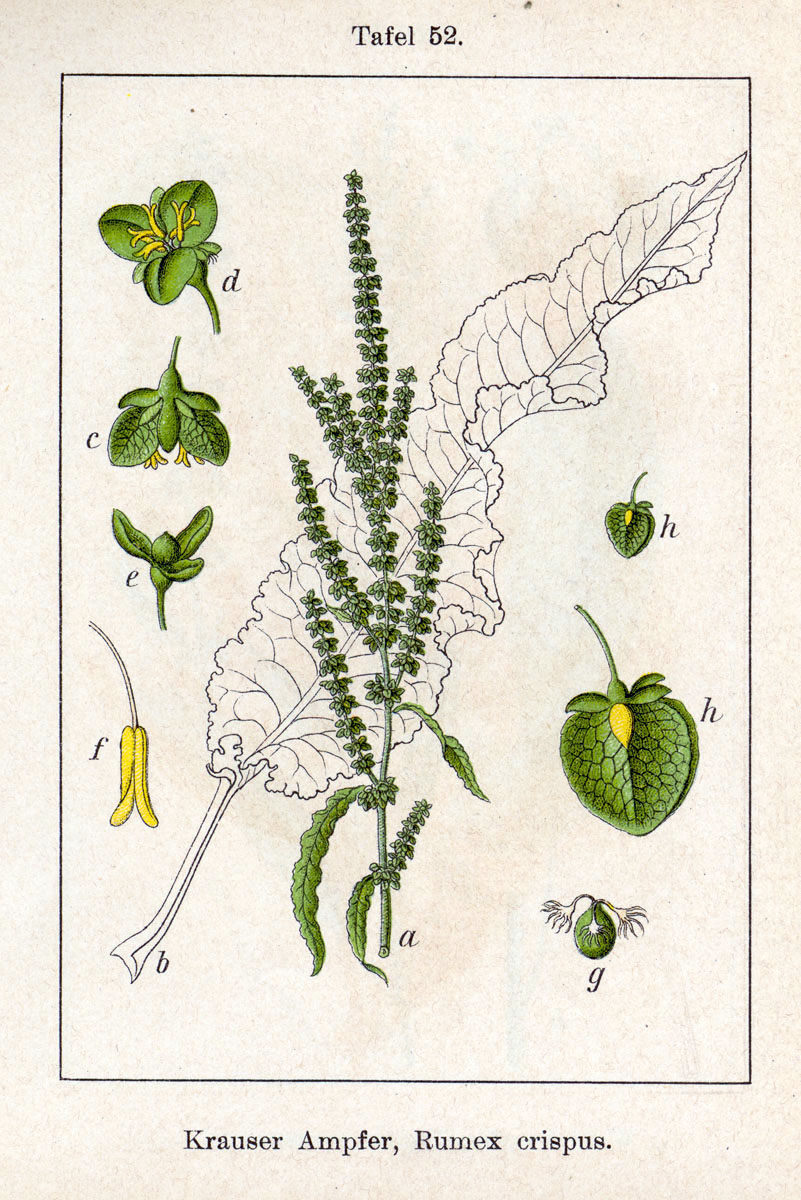